# Zylinderkopf

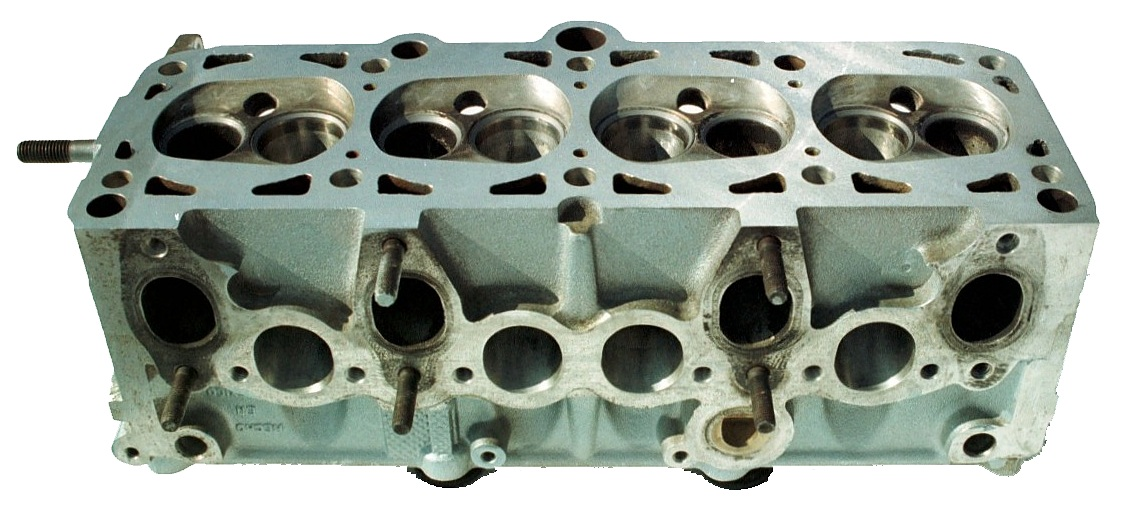
Zylinderkopf eines gängigen Vierzylinder-, Zweiventil-, Viertakt-Ottomotors mit Umkehrstrom-Spülung

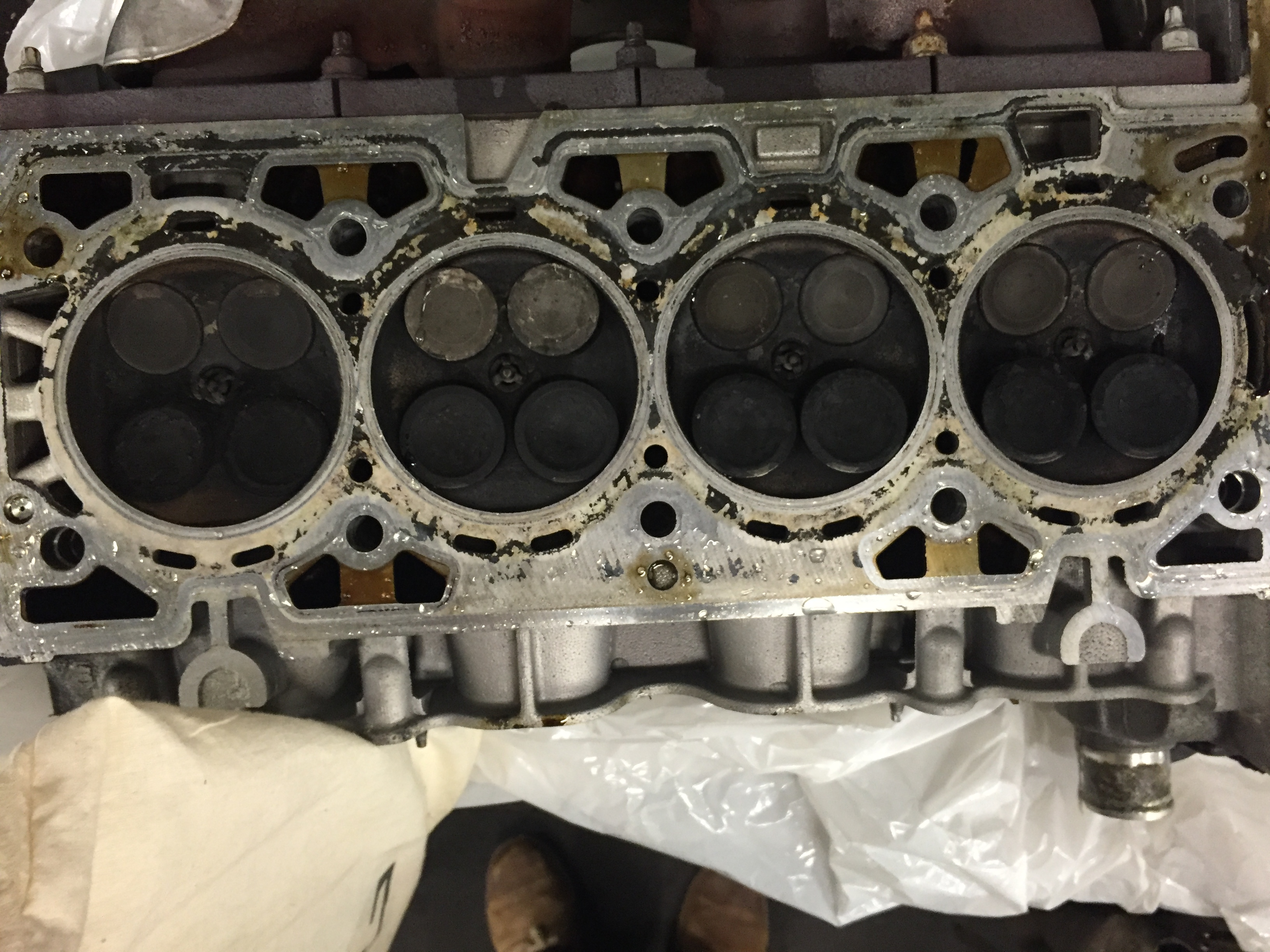
Zylinderkopf eines 16-Ventil-Motors nach Steuerkettenschaden

Der Zylinderkopf schließt den Verbrennungsraum eines Verbrennungsmotors nach oben ab. Die Bezeichnung „oben“ ist hierbei aus Sicht des oszillierenden Kolbens zu verstehen. Auch bei Boxermotoren sowie bei Motoren, die hängend eingebaut sind (wie Flugzeugmotoren), spricht man daher von einem Zylinderkopf, obwohl dieser hier räumlich nicht oben liegt. Bei allen modernen Viertaktmotoren beherbergt er die Ein- und Auslasskanäle und die Ventilsteuerung für die Gaswechselvorgänge, Ölkanäle für die Schmierung des Ventiltriebs und bei wassergekühlten Motoren auch Kühlmittelkanäle, bei Ottomotoren die Zündkerzen, bei Otto-Direkteinspritzern auch die Einspritzventile beziehungsweise bei Dieselmotoren die Einspritzdüsen und die Glühkerzen. Durch die komplizierte Herstellung gehört der Zylinderkopf neben dem Motorblock zu den aufwendigsten und teuersten Teilen eines Motors.
Bei ventillosen Zweitakt- sowie seitengesteuerten Viertaktmotoren bezeichnet man den oberen Abschluss des Zylinders, der keinerlei Steuerorgane enthält, dann oft auch als Zylinderdeckel. Der Zylinderkopfdeckel hingegen, besser und gebräuchlicher Ventildeckel genannt, sitzt auf dem Zylinderkopf eines Verbrennungsmotors. Er bildet die abnehmbare Abdeckung des Gehäuses für die Ventilsteuerung und verhindert das Austreten des Schmieröls und das Eindringen von Verschmutzungen. Bei einigen sehr alten Motoren fehlt dieses Gehäuse und damit der Deckel, so dass man die Ventilfedern und gegebenenfalls die Ventilbetätigung im Betrieb sehen kann.

## Typologie
Zylinderköpfe lassen sich nach folgenden Merkmalen klassifizieren:
- Ottomotoren (mit Zündkerzen) oder Dieselmotoren (ohne Zündkerzen, stattdessen Einspritzdüsen).
- Luftkühlung (verrippt) oder Wasserkühlung (doppelwandig)
- Untenliegende oder obenliegende Nockenwelle.
- Eine oder zwei Nockenwellen.
- Art der Ventilbetätigung: Kipphebel, Schlepphebel, Stößel
- Querstromzylinderkopf oder Gegenstromzylinderkopf (Umkehrstrom-Spülung). Einige Motortypen passen nicht ganz in dieses Schema: Der Einlass sitzt oben und der Auslass seitlich, etwa beim Motor des BMW 328, bei Borgward, beim Motor des Opel Kadett A und bei Zwölfzylindermotoren von Lamborghini.

## Bestandteile

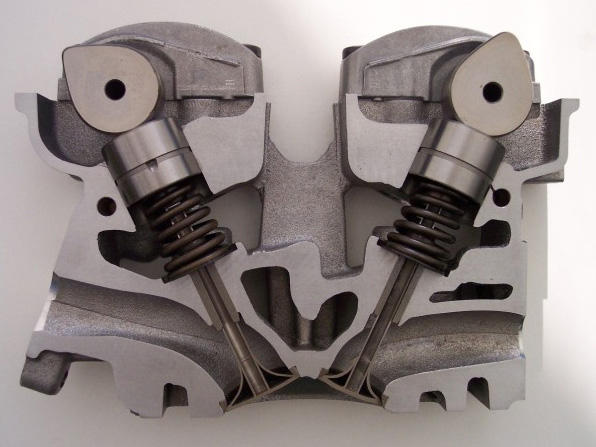
Schnitt durch einen DOHC-Zylinderkopf mit Querstrom-Spülung

Je nach Kombination der oben genannten Kriterien enthält ein Zylinderkopf:
- Einlassventile: Durch sie wird entweder Luft (bei Dieselmotoren) oder das vom Vergaser oder der Einspritzanlage erzeugte Luft-Kraftstoff-Gemisch angesaugt. Da dieses angesaugte Gas kalt ist (maximal Motortemperatur bei Saugmotoren oder Ladelufttemperatur bei aufgeladenen Motoren), sind die Einlassventile nicht so hohen Temperaturen ausgesetzt wie die Auslassventile.
- Auslassventile: Durch diese entweicht das Abgas in die Abgasleitung (Abgaskrümmer), umgangssprachlich auch Auspuff genannt. Auslassventile sind daher hohen Temperaturen ausgesetzt.
- Nockenwelle(n): Bei modernen Motoren sind die Nockenwellen obenliegend und sitzen im Zylinderkopf. Sie werden beispielsweise mit einer Steuerkette von der Kurbelwelle angetrieben. Die Drehzahl der Nockenwellen ist bei Viertaktmotoren halb so groß wie die der Kurbelwelle, da er für jedes Arbeitsspiel zwei Kurbelwellen-Umdrehungen braucht. Man unterscheidet Motoren mit einer oder zwei obenliegenden Nockenwellen (OHC = overhead camshaft oder DOHC = double overhead camshaft). Die Nockenwellen öffnen die Ventile über Stößel, Schlepp- oder Kipphebel, geschlossen werden sie in der Regel von den Ventilfedern.
- Zündkerzen: Bei Viertakt-Ottomotoren geben sie bei jeder zweiten Kurbelwellen-Umdrehung einen Zündfunken zum Einleiten der Verbrennung ab, bei Zweitaktmotoren bei jeder Kurbelwellen-Umdrehung. Dieselmotoren sind Selbstzünder und haben keine Zündkerzen, sondern Glühkerzen als Kaltstart-Hilfe.
- Lage der Einspritzdüsen: Bei Diesel-Direkt-Einspritzmotoren spritzen sie mit hohem Druck direkt in den Brennraum ein. Bei Vorkammer- oder Wirbelkammer-Dieselmotoren spritzen sie in die Vorkammer ein, der Einspritzdruck kann geringer sein.
- Benzin-Einspritzventile: teils sind sie fest am Zylinderkopf montiert (oft bei Einzeldüsen für jeden Zylinder, „Multi Point“), teils jedoch auch am vor dem Zylinderkopf liegenden Einlasskrümmer (bei „Single-Point“-Einspritzungen). Bei konventionellen Benzin-Einspritzmotoren liegen sie im kühlen Ansaugrohr-Bereich, im Zylinderkopf oder im Krümmer davor und sind durch die Einlassventile vom Brennraum getrennt. Bei den neueren Benzin-Direkteinspritzern hingegen sitzen sie im Zylinderkopf, spritzen direkt in den Brennraum ein und sind dort höheren Temperaturen und der Verkokungsgefahr ausgesetzt.
- Einlass- und Auslasskanäle: Für den Ladungswechsel, also das Ausschieben des Abgases aus dem Zylinder und das Befüllen des Zylinders mit Frischgas führen Kanäle von außen zu den Ventilen, durch die die Gase geleitet werden. Bei der Umkehrstrom-Spülung befinden sich die Ein- und Auslasskanäle auf derselben Seite des Zylinderkopfes, bei der Querstrom-Spülung auf den gegenüberliegenden Seiten des Zylinderkopfes. Selten sind die Ansaugkanäle nach oben geführt. Sie münden neben dem Zylinderdeckel  oder bei gegenüberliegenden Ventilen zwischen den Zylinderdeckeln.  Wird das Ansaugrohr in den Zylinderkopf integriert, kann der Vergaser direkt auf den Zylinderdeckel gesetzt werden.

## Konstruktionsmerkmale
Beim Verbrennungsvorgang in einem Zylinder wirkt auf den Zylinderkopf der gleiche Druck wie auf den Kolben. Deshalb ist der Zylinderkopf sehr hohen Kräften ausgesetzt, die ihn nach außen drücken. Aus diesem Grund ist er oft nicht am Zylinder, sondern direkt am Kurbelwellengehäuse festgeschraubt, mit langen Zugankern beziehungsweise Stehbolzen, die durch entsprechend lang ausgeführte Bohrungen durch den Motorblock hindurchgeführt sind. Die durch das Anziehen der Verschraubung erzeugte Montagevorspannkraft wirkt auf die langen Bolzen elastisch federnd. Dadurch wird der dazwischenliegende Motorblock mit den Dichtungen zuverlässig eingespannt und der Motor bleibt dicht.
Die Dehnschrauben werden durch das bestimmungsgemäße Anziehen gereckt und dürfen nur einmal verwendet werden. Daher ist es sehr wichtig, dass bei der Montage ein Drehmomentschlüssel verwendet wird, damit das durch konstruktive Auslegung vorgegebene Anzugsmoment und die Montagevorspannkraft dieser hoch belasteten Schraubenverbindung eingehalten werden. Auch ist eine exakte Beachtung der festgelegten Vorgehensweise bezüglich Verschraubungs-Reihenfolge, Drehmoment-Stufungen und eventueller Kontrollpflicht nach Zeitablauf notwendig.
Die beweglichen Teile sind bei allen modernen Motoren in den Ölkreislauf einbezogen. Das Schmierdrucköl wird meist durch einen Zylinderkanal und die Zylinderkopfdichtung zum Zylinderkopf geleitet, in seltenen Fällen und bei alten Motorenbauarten durch eine separate verschraubte Ölleitung. Zum Schutz gegen den Austritt von drucklosem Spritzöl am Zylinderkopf genügt ein einfacher dünnwandiger Zylinderkopfdeckel mit Gummi- oder Korkdichtung.
Bei untenliegender Nockenwelle sind die Kipphebel der Ventile im Allgemeinen über Stößel und Stoßstangen, die parallel zu den Zylindern verlaufen und eine Axialbewegung übertragen, mit der außerhalb des Zylinderkopfes gelegenen Nockenwelle verbunden. Obenliegende Nockenwellen werden entweder durch eine Steuerkette oder durch einen Zahnriemen angetrieben. Seltener werden Stirnradkaskaden oder auch am Zylinder längslaufende Wellen mit Kegelradantrieben, sogenannte 'Königswellen', verwendet.
Es gibt auch bei Viertaktern sehr einfache Zylinderköpfe: bei Motoren mit seitlich liegenden Ventilen (SV-Anordnung, „Side Valves“). Diese Zylinderköpfe ähneln in ihrer flachen Bauweise Zweitakter-Köpfen, da die Ventilanordnung hier Bestandteil der Zylinder und nicht des Zylinderkopfes ist. SV-Motoren sind aber schon lange nicht mehr Stand der Technik, auch wenn sie vereinzelt (Russland, Volksrepublik China) noch gebaut werden.
Die Kühlung erfolgt über längs oder quer strömendes Kühlwasser. Bei der Querströmung strömt das Kühlmedium von der Auslass- zur Einlassseite oder umgekehrt; bei der Längsströmung im Wesentlichen von der Rückseite in Kurbelwellenlängsrichtung zur Vorderseite. Querströmung ist vorteilhafter, da die einzelnen Zylinder annähernd gleich gut gekühlt werden und der Druckverlust geringer ist, dadurch braucht die Wasserpumpe weniger Antriebsleistung.
Zylinderköpfe von Schiffsmotoren sind oft mit einer begehbaren Galerie umgeben, um bequem daran arbeiten zu können, und mit Druck- und Temperatursensoren ausgestattet, die die Zylinderköpfe in das Informationssystem einbinden, mit dem die Maschine von der Brücke beziehungsweise vom Steuerstand aus fernüberwacht und -gesteuert wird.

## Angrenzende Teile
Nach oben wird der Zylinderkopf mit dem Ventildeckel (Zylinderkopfdeckel) abgeschlossen. Er schützt die oberen Betätigungselemente des Ventiltriebs und verhindert das Austreten des Schmieröles. Dazwischen liegt die Ventildeckeldichtung.
Nach unten folgt der Motorblock oder der Zylinderblock, wenn das Kurbelgehäuse ein getrenntes Bauteil ist. Dazwischen liegt die Zylinderkopfdichtung. Bei Sackzylindern sind Zylinder und Zylinderkopf zu einem Bauteil vereinigt, die Kopfdichtung entfällt.

## Wartung und Instandsetzung
- Überprüfen der Zündkerzen
- Ventilspiel einstellen: Entweder mit entsprechenden Einstellschrauben oder mit geschliffenen Unterlagsplättchen passender Dicke („Shims“) (mittlerweile oft durch Hydrostößel entbehrlich)
- Ventile einschleifen, um eine ausreichende Kompression wiederherzustellen (nur selten nötig, nur bei verschlissenem Motor oder Defekt an einem einzelnen Ventil)
- Erneuern der Zylinderkopfdichtung
- Erneuern von Zahnriemen bzw. Steuerkette mit Spannvorrichtung (Spannrolle(n) bzw. Kettenspanner)
- Kompressionsprüfung: Anstelle der Glüh- oder Zündkerze wird eine Druckmessvorrichtung eingesetzt. Damit lässt sich der allgemeine Motorzustand beurteilen; inwieweit Ventile, Zylinder, Kolben und Kolbenringe verschlissen sind und eine Überholung ansteht. Wichtig ist nicht nur die absolute Höhe der Kompression, sondern auch ein etwa gleicher Wert auf allen Zylindern. Eine Kompressionsprüfung ist beim Kauf eines Gebrauchtfahrzeugs mit hoher Laufleistung sinnvoll.
- Im Rahmen einer Motoreninstandsetzung: Aufreiben bzw. Honen der Ventilführungen, Erneuerung der Ventilfedern, Bohren der Nockenwellenlagerung, Planschleifen der Dichtflächen.[1] Das Schleifen des Zylinderkopfes erhöht die Kompression, verringert den Abstand von Ventilen und Kolben und wird von vielen Motorenherstellern als nicht zulässig angesehen. Zylinderköpfe aus Aluminiumguss neigen dazu, unter thermischem Einfluss Spannungen aufzubauen. Bei der Demontage des Zylinderkopfs verzieht sich dieser dann, wird beim späteren Anziehen der Bolzen auf dem Motorblock aber wieder plan ausgerichtet. Wenn der in demontierten Zustand gewölbte Zylinderkopf jedoch plan geschliffen wird, so kann er durch Anziehen der Befestigungsmuttern nicht mehr in die ursprüngliche Form gebracht werden. Dies hat zur Folge, dass die Lagerböcke einer obenliegenden Nockenwelle unterschiedlich hoch stehen. Die Höhendifferenz kann dabei mehrere Millimeter betragen und eine aufwändige Überarbeitung der Nockenwellenlagerung kann erforderlich werden.

## Galerie

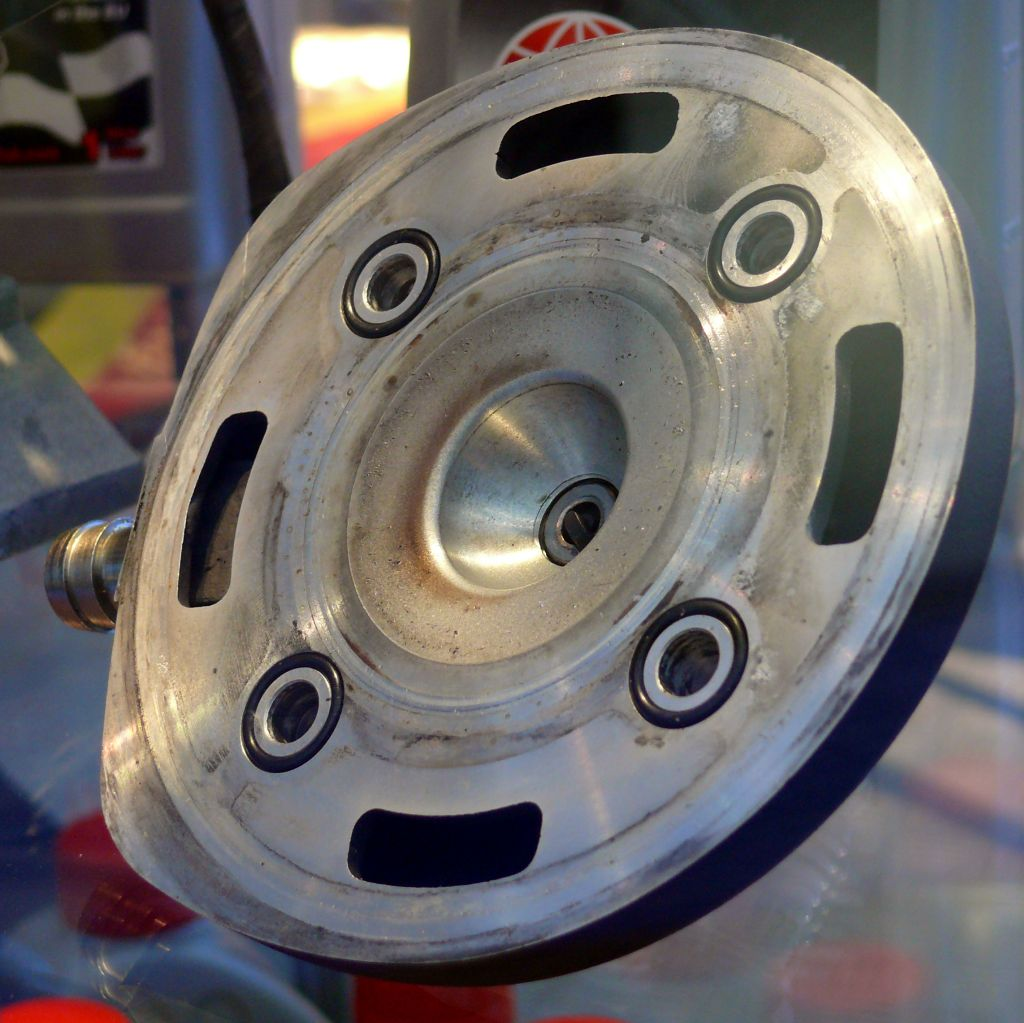
Abgenommener Zylinderdeckel, dem Zylinder zugewandte Seite mit Dichtflächen, Brennraum und Kühlwasserkanälen
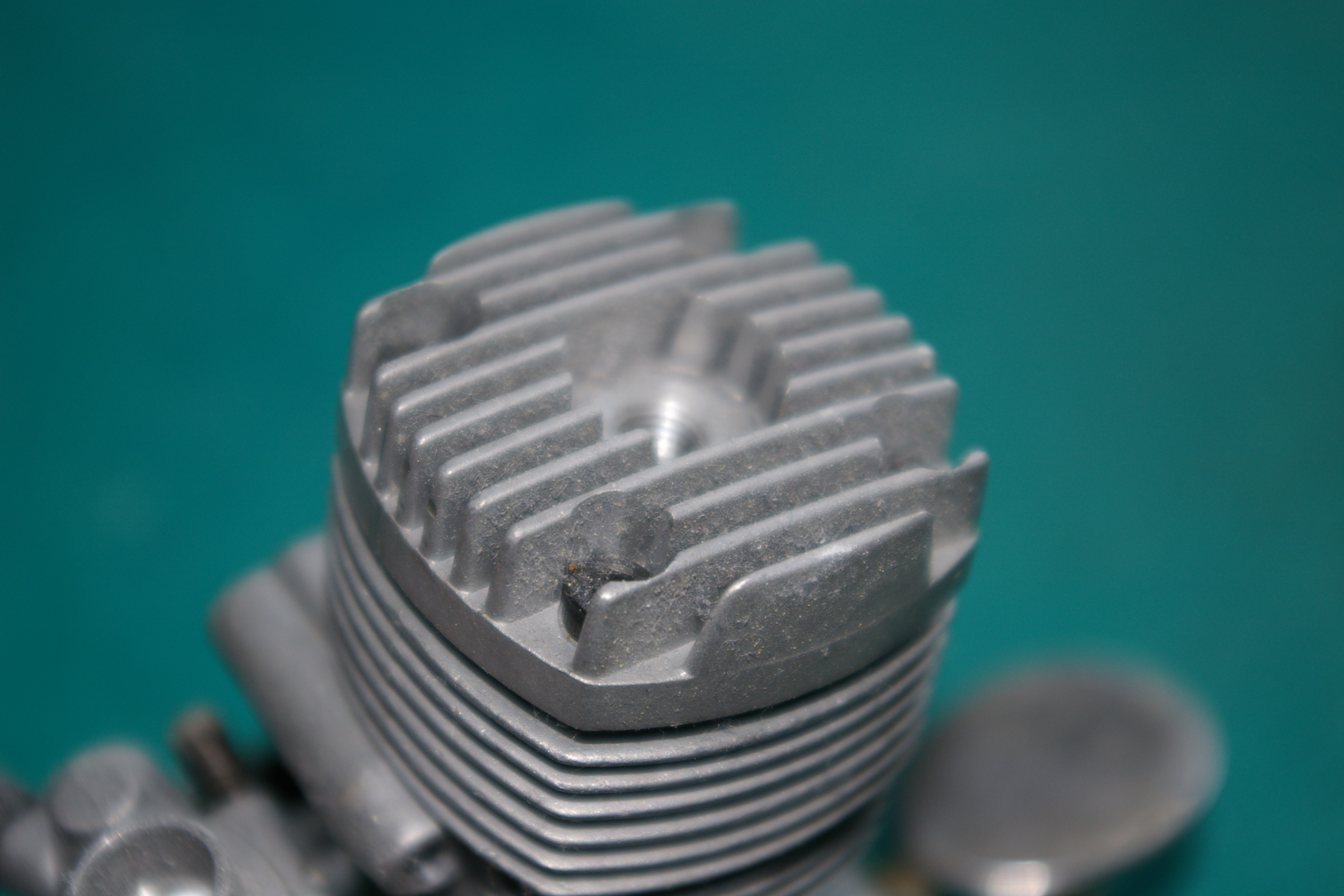
Einfacher Zylinderdeckel eines 6,9-cm³-Modellflugmotors, mit Glühkerzengewinde und vier Schrauben
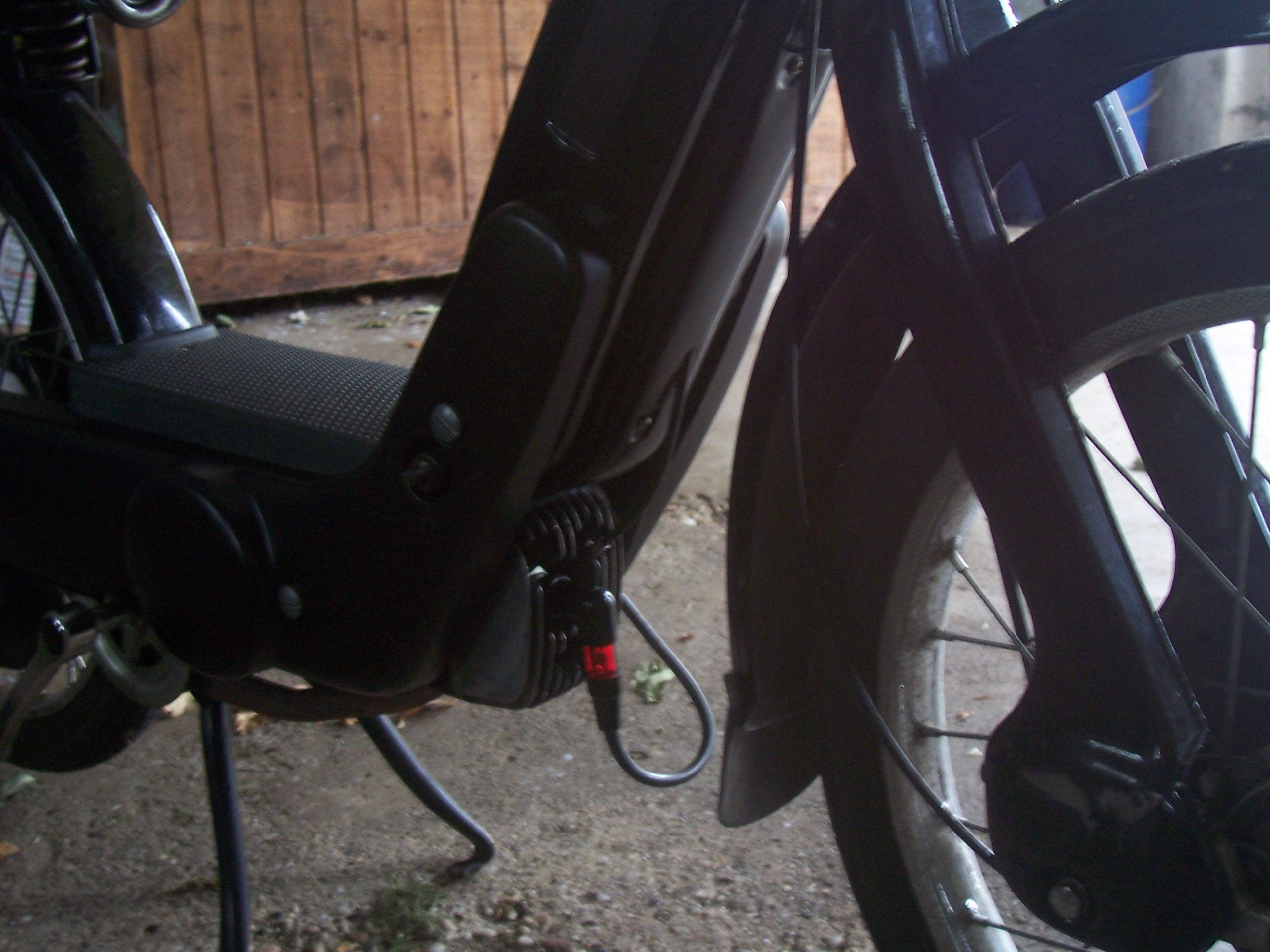
Zylinderdeckel an einem Piaggio-Ciao-Mofa, mit Zündkerzenstecker
Zylinderdeckel mit Dekompressionsventil am Motor einer NSU Quickly
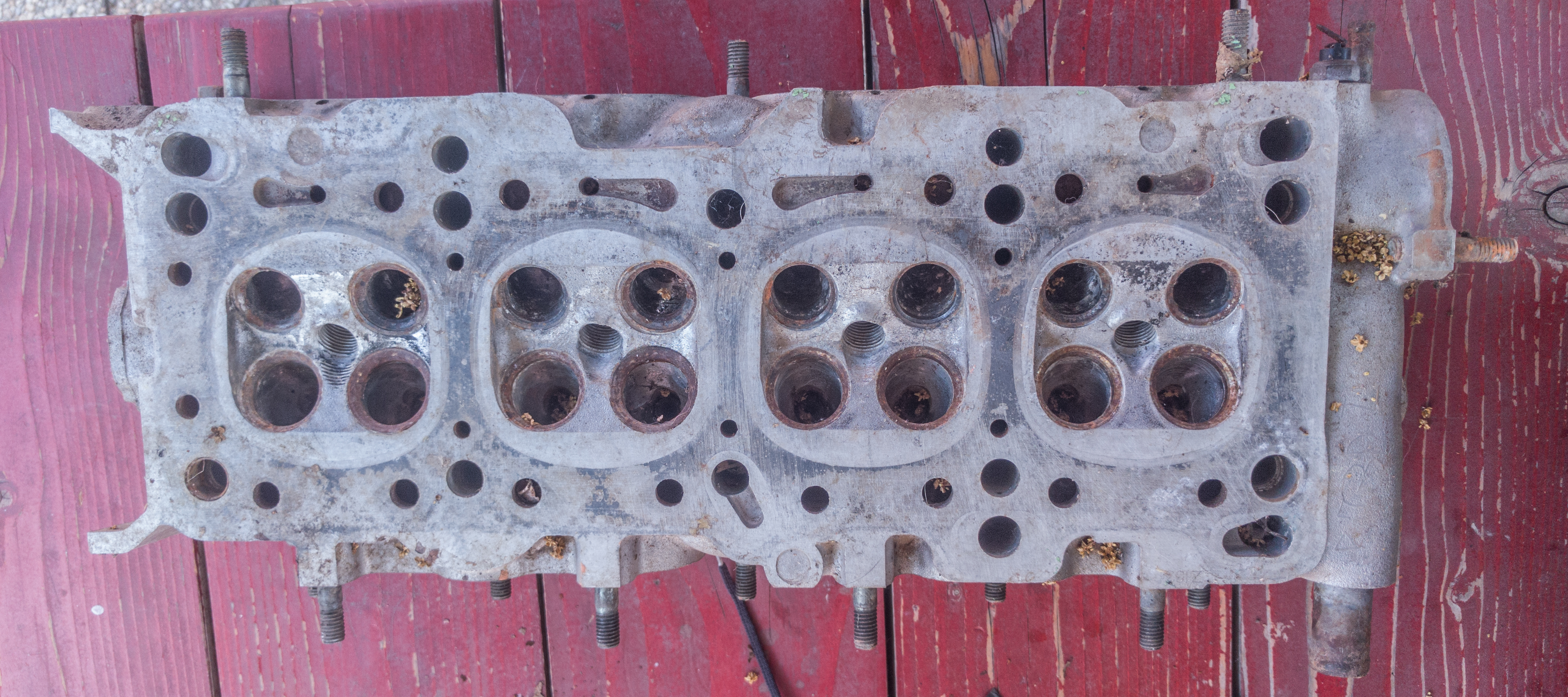
Zylinderkopf eines Mazda 323 BG 1,3 Liter 16V – nach Wasserpumpenschaden ist der Zylinderkopf überhitzt und an mehreren Stellen gerissen. Gut sichtbar ist der Riss zwischen Auslass und Zündkerzengewinde beim Brennraum ganz rechts sowie die Risse beim zweiten Brennraum von rechts vom Einlass zum Auslass und weiter vom Auslass zum Rand